# Nico Rienks
Nico Rienks, född den 1 februari 1962 i Tiel i Nederländerna, är en nederländsk roddare.
Han tog OS-guld i åtta med styrman i samband med de olympiska roddtävlingarna 1996 i Atlanta.